# 姜華 (女演員)
姜華（1983年8月—），中國演員、模特兒，天津市人。1995年參加北京模特之星大賽獲優秀獎，右參加太原中國模特邀請賽，獲得「十佳名模」的評價，之後連獲大獎，並參與影劇演出。

## 出道
1997年，姜華參加上海國際模特大賽，獲得冠軍，與上海明星文化演藝公司簽約，開始接拍廣告、電視劇作品，開始步上演藝之路。1998年3月參與電視劇《生死之門》演出。
1998年與千秋影業簽約，拍攝《星夢戀人》等作品。

## 作品

### 電視劇
- 1997年 逃之戀
- 1998年 星夢戀人
- 2001年 罪犯終結
- 2004年 聊齋之花姑子
- 2005年 女才男貌
- 2007年 愛情新呼吸 飾 程玲
- 2008年 步步驚魂
- 2008年 單親媽媽
- 2009年 包青天 (2009年電視劇) 白龍駒 飾 沈蝶 , 鍘美案 飾 樂平公主
- 2008年 中國兄弟連